# Дорчестер (Илиноис)
Дорчестер (енгл. Dorchester) град је у америчкој савезној држави Илиноис.

## Демографија
По попису из 2010. године број становника је 151, што је 9 (6,3%) становника више него 2000. године.
| Група             | 2000.       | 2010.       |
| Белци             | 141 (99,3%) | 147 (97,4%) |
| Афроамериканци    | 0 (0,0%)    | 0 (0,0%)    |
| Азијати           | 0 (0,0%)    | 0 (0,0%)    |
| Хиспаноамериканци | 0 (0,0%)    | 0 (0,0%)    |
| Укупно            | 142         | 151         |